# Mutlu Dere
Mutlu Dere (bulgariska: Мутлу Дере) är ett vattendrag i Bulgarien, på gränsen till Turkiet.   Det ligger i regionen Burgas, i den östra delen av landet, 400 km öster om huvudstaden Sofia.